# كلية الطب البشري بجامعة بنغازي
كلية الطب البشري كلية ضمن جامعة بنغازي في بنغازي، ليبيا. تأسست عام 1968 بموجب قرار من رئيس الوزراء صدر في 1 يونيو 1968، وبدأت الدراسة رسمياً بها عامي 1970 - 1971 لتصبح أول كلية طب في ليبيا. ولتتبع الجامعة الليبية آنذاك حيث بلغ عدد طلبة الدفعة الأولى 12 طالباً بينهم 5 طالبات.
بدأت الدراسة في المباني المؤقتة التي أقيمت داخل مستشفى البلدية (البردوشمي) في بنغازي والذي سمي آنذاك المستشفى الجامعي (مستشفى 7 أكتوبر حالياً).
في العام 1973 فصلت الجامعة الليبية إلى جامعتين جامعة بنغازي وجامعة طرابلس لتصبح كلية الطب في بنغازي إحدى كليات جامعة بنغازي.
عام 1974 تم نقل الكلية إلى المدينة الجامعية بقاريونس ليخصص لها مبنى هناك. وفي 1976 تم تغيير اسم جامعة بنغازي إلى جامعة قاريونس. وفي 17 سبتمبر 1984 انتقلت كلية الطب البشري إلى مبناها الجديد في الهواري وأصبحت حينها جامعة منفصلة عن جامعة قاريونس لتسمي جامعة العرب الطبية حيث كانت تتبعها أيضاً كلية طب الأسنان.
وفي عام 1999 تم ادماجها مجدداً مع جامعة قاريونس، وفي 2007 انفصلت من جديد تحت اسم جامعة العرب الطبية. حتى نهاية 2010 حيث تم ضم كلية الطب مجدداً إلى جامعة قاريونس.
وفي عام 2011 تمت استعادة اسم الأول لجامعة بنغازي فأصبحت كلية الطب الآن إحدى كليات جامعة بنغازي. وتخرج من الكلية على مدار أربعة عقود 5053 طبيب.

## وصلات خارجية
- الموقع الرسمي